# People Are Funny
Pour plus de détails, voir Fiche technique et Distribution.
People are Funny est un film américain réalisé par Sam White (en) et sorti en 1946.

## Fiche technique
- Titre : People are Funny
- Réalisation : Sam White (en)
- Scénario : Maxwell Shane et Dorcas Cochran d'après l'émission radio de John Guedel
- Photographie : Frank Jackman Jr.
- Pays d'origine : États-Unis
- Format : Noir et blanc - 1,37:1
- Genre : Comédie et film musical
- Date de sortie : 1946

## Distribution
- Jack Haley : Pinky Wilson
- Helen Walker : Corey Sullivan
- Rudy Vallée : Ormsby Jamison
- Ozzie Nelson : Leroy Brinker
- Phillip Reed : John Guedel
- Bob Graham : Luke
- Roy Atwell : Mr Pippensigal
- Barbara Roche : Aimee
- Clara Blandick : Grandma Wilson
- Art Linkletter : Lui-même
- Frances Langford : Elle-même